# Tancerki (obraz Edgara Degasa)
Tancerki (fr. Danseuses) – pastelowy obraz francuskiego malarza impresjonistycznego Edgara Degasa z 1896 roku, przedstawiający trzy baletnice w żółtych sukienkach.

## Opis
Obraz przedstawia trzy tancerki baletowe, stojące blisko siebie, nieświadome obecności postronnego obserwatora. Temat tancerki przedstawiony został przez artystę w ponad tysiącu jego dzieł, zarówno na obrazach jak i w rzeźbie. Użyta technika była charakterystyczna dla późnych prac Degasa. Żółte, pomarańczowe i różowe warstwy tworzą szorstką, głęboko spękaną powierzchnię. Intensywna, wibrująca paleta, z kolorami półprzeźroczystymi była wynikiem poszukiwań malarza. Dzieło znajduje się w zbiorach Cleveland Museum of Art (nr ewid. 1916.1043) i było wystawiane jedynie na wystawach organizowanych przez tę instytucję muzealną.